# Police Reporter
Police Reporter é um seriado estadunidense de 1928, gênero aventura, dirigido por Jack Nelson, em 10 capítulos, estrelado por Walter Miller, Eugenia Gilbert e William Lowery. Produzido e distribuído pela Weiss Brothers Artclass Pictures, veiculou nos cinemas estadunidenses a partir de 1 de março de 1928.
Existem cópias no International Museum of Photography and Film, da George Eastman House Film Archive.

## Elenco
- Walter Miller
- Eugenia Gilbert
- William Lowery		 (creditado William A. Lowery)
- Robert Belcher
- Kenne Duncan		 (creditado Kenneth Duncan)

## Capítulos
1. The Phantom
2. The Code of the Underworld
3. The Secret Tube
4. The Flaming Idol
5. The Phantom's Trap
6. The Girl Who Dared
7. The Wharf Rat
8. The Mystery Room
9. In the Phantom's Den
10. The Law Wins

Fonte: 